# Piero Liatti
Piero Liatti (* 7. Mai 1962 in Biella) ist ein ehemaliger italienischer Rallyefahrer.

## Karriere
Liatti begann seine Karriere eigentlich auf der Rundstrecke, allerdings waren seine Einsätze 1981 im italienischen Renault-5-Cup so spärlich, dass man ihn kaum als ehemaligen Rundenstreckenpiloten bezeichnen kann. Diese ersten Motorsportversuche blieben Stückwerk. 1985 stieg er in den Rallyesport ein. Er wurde Teamkollege von Alex Fiorio bei Jolly Club Totip und ging ab Mitte der Saison in der Fiat Uno Italian Meisterschaft an den Start. Nachdem Fiorio 1986 in die Rallye-Weltmeisterschaft gewechselt war, bestritt Liatti für das Team eine weitere Saison in der Fiat-Uno-Meisterschaft und sicherte sich am Ende des Jahres die Gesamtwertung.  
1987 wechselte er auf einen Lancia Rally 037 und bestritt mit diesem Fahrzeug die italienische Rallye-Meisterschaft. Ende der 1990er-Jahre stieg er in die Rallye-Europameisterschaft ein, deren Gesamtwertung er 1991 auf einem Werks-Lancia Delta Integrale 16V gewann. Schon 1990 hatte er bei der Rallye San Remo sein Debüt in der Rallye-Weltmeisterschaft gegeben. Nach dem Rückzug von Lancia wechselte Liatti 1993 zu Prodrive und fuhr dort mit Rallyefahrzeugen der Marke Subaru in der Weltmeisterschaft. Allerdings bestritt er nur 1998, als Teamkollege von Colin McRae, eine volle Saison in der Weltmeisterschaft. In die Zeit der Zusammenarbeit mit Subaru fällt auch sein einziger Sieg in der Weltmeisterschaft. 1997 gewann er die Rallye Monte Carlo. 1999 wechselte er zu Seat, hatte dort jedoch keinen Erfolg. Nach einigen erfolglosen Rallyes bei Ford und Hyundai zog sich Liatti Ende 2004 vom Motorsport zurück.
Liatti galt als schneller Pilot, war jedoch fehleranfällig und konnte sein Tempo selten über eine ganze Rallye-Veranstaltung durchhalten. Seine Schnelligkeit dokumentieren 72 Sonderprüfungsbestzeiten bei nur 53 Rallyes in der Weltmeisterschaft. Trotz dieser hohen Anzahl von Bestzeiten konnte er nur einen Gesamtsieg feiern und stand insgesamt nur neun Mal auf dem Podium der ersten Drei.